# Choerades steinbergi
Choerades steinbergi là một loài ruồi trong họ Asilidae. Choerades steinbergi được Richter miêu tả năm 1964. Loài này phân bố ở vùng Cổ Bắc giới.